# 羅伯特·菲爾默

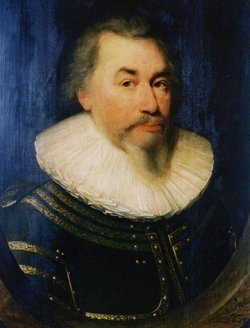
Portrait of Robert Filmer

羅伯特·菲爾默（英語： 约1588年—1653年5月26日）英国政治理论家，主张君权神授说。其知名著作《父权制》（Patriarcha）于1680年死后出版，是许多辉格党人试图反驳的目标，包括阿尔格农·西德尼的《关于政府的论述》和约翰·洛克的《政府论》。
菲爾默还写了对托马斯·霍布斯、约翰·弥尔顿、格劳秀斯和亚里士多德的批判。